# جمعية الدفاع عن فلسطين
جمعية الدفاع عن فلسطين هي كتيبة قومية عربية، نشطت خلال الثورة العربية في فلسطين 1936-1939. كانت المجموعة مكونة من متطوعين من العرب السنة، قادمين بشكل أساسي من العراق بقيادة العراقي فوزي القاوقجي.
تأسست عندما استقال القاوقجي من مهمته في الجيش العراقي ومنصبه في الكلية العسكرية الملكية لقيادة ما يقرب من خمسين مقاتلاً مسلحًا إلى فلسطين الانتدابية. نائب قائد الوحدة هو محمد الأشمر، الذي قاد كتيبة سورية من المتطوعين العرب بين أغسطس وأكتوبر 1936.
في أغسطس 1936، قاد القاوقجي حوالي 200 متطوع من العراق وسوريا وشرق الأردن ومنطقة السامرة في فلسطين. كان لقبه "القائد الأعلى للثورة العربية في جنوب سوريا فلسطين". أدار أربع وحدات في مثلث نابلس - طولكرم - جنين حتى نهاية أكتوبر 1936. تعثر الأداء العسكري لقوات القاوقجي بسبب الخلافات الداخلية والعداء بينه وبين المفتي أمين الحسيني واللجنة العربية العليا ونسيب المفتي عبد القادر الحسيني الذي قاد القوات التي كانت تنشط في محيط القدس. في 26 أكتوبر 1936، عبر القاوقجي نهر الأردن مع قواته إلى شرق الأردن. بعد أسابيع قليلة عاد إلى العراق.

## روابط خارجية
- جمعية الدفاع عن فلسطين ومشاركتها في المؤتمرات العربية لخدمة القضية الفلسطينية 1937 -1938
- دور العراق التأريخي في دعم القضية الفلسطينية (1920 – 2003م)